# フランス女性と恋愛
『フランス女性と恋愛』（フランスじょせいとれんあい、La Française et l'Amour）は、1960年に公開されたフランスの映画。全7部のエピソードで構成されたオムニバス作品で、1960年代のフランス人女性の恋愛を描く。監督や出演者はエピソードごとに異なる人物が起用された。
初公開当時のフランスで成功を収め、3,056,736人の観客動員を記録した。

## あらすじ
エピソード1「少女期」
エピソード2「思春期」
エピソード3「処女」
エピソード4「結婚」
エピソード5「姦通」
エピソード6「離婚」
エピソード7「独身女性」

## キャスト
※日本語吹替：テレビ版・放送日1971年8月1日『サンデー洋画劇場』
エピソード1「少女期」
- ウジェーヌ：ピエール＝ジャン・ヴァイヤール（フランス語版）
- バズーシュ：ジャクリーヌ・ポレル（フランス語版）
- ジゼール：マルティーヌ・ランバート（フランス語版）
- ジャジャ：ビビ・モラ

エピソード2「思春期」
- リュシエンヌ：ソフィー・デマレ（フランス語版）
- エドゥアール：ピエール・モンディ（フランス語版）
- ビシェット：アニー・シニガリア（フランス語版）
- チャーミング王子：ロジェ・ピエール（フランス語版）

エピソード3「処女」
- ジネット：ヴァレリー・ラグランジュ
- フランソワ：ピア・マイケル（フランス語版）

エピソード4「結婚」
- 夫：クロード・リッシュ（フランス語版）
- 妻：マリー・ジョゼ・ナット（フランス語版）
- 口ひげの男：イヴ・ロベール
- 列車の運転手：ジャック・マラン

エピソード5「姦通」
- ニコール：ダニー・ロバン（吹替：瀬能礼子）
- ジャン・クロード：ポール・ムーリス（フランス語版）
- ジル：ジャン＝ポール・ベルモンド

エピソード6「離婚」
- ミシェル：フランソワ・ペリエ（吹替：安田隆）
- ダニエル：アニー・ジラルド
- ダニエルの母：ドニーズ・グレイ（フランス語版）
- 弁護士：ジャン・ポワレ（フランス語版）
- 弁護士：ミシェル・セロー

エピソード7「独身女性」
- デジレ：ロベール・ラムール（フランス語版）
- エリアン：マルティーヌ・キャロル
- ギルバート：シルヴィア・モンフォール（フランス語版）

## スタッフ
エピソード1「少女期」
- 監督：アンリ・ドコワン
- 脚本：フェリシアン・マルソー（フランス語版）
- 音楽：ジョセフ・コスマ

エピソード2「思春期」
- 監督：ジャン・ドラノワ（フランス語版）
- 脚本：ルイーズ・ド・ヴィルモラン（フランス語版）、ジャック・ロバート（フランス語版）
- 音楽：ポール・ミスラキ（フランス語版）

エピソード3「処女」
- 監督：ミシェル・ボワロン
- 脚本：アネット・ワデマント（フランス語版）
- 音楽：ジーン・コンスタンティン（フランス語版）

エピソード4「結婚」
- 監督・脚本：ルネ・クレール
- 音楽：ジャック・メトアン（フランス語版）

エピソード5「姦通」
- 監督：アンリ・ヴェルヌイユ
- 助監督：ジャン・ベッケル
- 脚本：フランス・ロシュ（フランス語版）
- 音楽：ノルベルト・グランズバーグ（フランス語版）

エピソード6「離婚」
- 監督：クリスチャン＝ジャック
- 脚本：シャルル・スパーク（フランス語版）
- 音楽：アンリ・クロラ（フランス語版）

エピソード7「独身女性」
- 監督：ジャン＝ポール・ル・シャノワ（フランス語版）
- 原案：マルセル・エイメ
- 音楽：ジョルジュ・ドルリュー